# Pio del Pilar

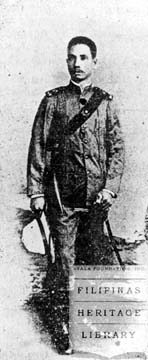
Pío del Pilar

Pio del Pilar (Makati, 11 juli 1860 – Pasay, 21 juni 1931) was een Filipijns revolutionair en generaal tijdens de Filipijnse Revolutie.

## Biografie
Pio del Pilar werd op 11 juli 1865 geboren als Pio Isidro in barangay Culi-Culi in Makati. Zijn vader Isaac Isidro was een boer afkomstig uit Makati en zijn moeder Antonia Castañeda was een mestiza uit een welvarende familie afkomstig uit Pasay. Pio genoot net als zijn ouders nauwelijks enige opleiding. Toen Pio’s vader kwam te overlijden in zijn tienerjaren, zag hij zich gedwongen zijn vaders boerderij over te nemen. In 1887 ontmoette hij José Rizal. Hoewel diens ideeën hem aanspraken, werd hij geen lid van zijn organisatie La Liga Filipina. In 1895 werd hij door de Spaanse koloniale autoriteiten opgepakt op verdenking van revolutionaire activiteiten en pas na wekenlange martelingen weer vrijgelaten.
In mei 1996 sloot hij zich aan bij de ondergrondse verzetsbeweging Katipunan. Hij veranderde zijn achternaam in del Pilar, om zijn familie te beschermen voor mogelijke wraakacties. Hij richtte de lokale afdeling van de Katipunan in Culi-Culi op en ontwierp een eigen oorlogsvlag voor deze cel. Toen het bestaan van de Katipunan ontdekt werd en de Filipijnse Revolutie uitbrak, vocht Del Pilar mee aan de zijde van Andres Bonifacio en Emilio Aguinaldo. Del Pilar leidde de oostelijke flank van de revolutionaire troepen in de Slag om Binakayan op 9 november 1896, de eerste belangrijke overwinning van de Filipino's. Op 16 februari 1897 verdedigde Pilar de plaats Bacoor tegen een Spaanse aanval. Na de breuk tussen Aguinaldo en Bonifacio in maart 1897 koos Pilar partij voor Aguinaldo.
In december 1897 werd het Pact van Biak-na-Bato gesloten en ging Emilio Aguinaldo met andere leiders van de revolutie in ballingschap in Hongkong. Del Pilar bleef in de Filipijnen. Na de terugkeer van Aguinaldo uit ballingschap in mei 1898 pakte Pilar zijn revolutionaire activiteiten weer op, tot de overgave van de Spanjaarden aan de Amerikanen. In tegenstelling tot Aguinaldo wilde Pilar daarna direct doorgaan met de onafhankelijkheid tegen de nieuwe koloniale machthebbers. Aguinaldo had in eerste instantie de hoop dat de Amerikanen de op 12 juni uitgeroepen Filipijnse onafhankelijkheid zouden gaan erkennen. AL gauw werd duidelijk dat dit niet het geval zou zijn. Op 4 februari 1899 was een incident tussen Amerikanen en een soldaat uit Pilars brigade de aanleiding voor het uitbreken van de Filipijns-Amerikaanse Oorlog. Na het verlies van de Slag om de Zapote Bridge op 13 juni 1899 ging het Filipijnse leger over op guerrilla-oorlogsvoering. Op 8 juni 1900 werd Pilar gevangengenomen door de Amerikanen en in januari 1901 volgde deportatie naar Guam, samen met onder andere Apolinario Mabini vanwege de weigering om de Amerikanen trouw te zweren. In november 1902 keerde hij vanwege een algeheel pardon van de Amerikaanse president Theodore Roosevelt terug in de Filipijnen, waar hij de rest van zijn leven grotendeels buiten de publieke belangstelling bleef.
Del Pilar overleed in 1931 op 70-jarige leeftijd in Pasay.